# Anna Karima
Anna Karima właśc.  Anna Todorowa Wełkowa, bułg. Анна Тодорова Велкова (ur. 1871 w Berdiańsku, zm. 6 marca 1949 w Sofii) – bułgarska dziennikarka, pisarka i działaczka feministyczna.

## Życiorys
Była jednym z sześciorga dzieci kupca i działacza narodowego Todora Wełkowa i Ukrainki Stepanidy Mużiczenko. W 1878 rodzina powróciła do Bułgarii, osiedlając się w Szumenie, a następnie w Sofii. Anna po ukończeniu szkoły dla dziewcząt w Sofii pracowała jako nauczycielki w Szumenie. W 1891 zadebiutowała jako pisarka, pisząc opowiadanie Obiknowena istorija (Обикновена история). Pisała opowiadania, powieści i dramaty. Używała pseudonimu Anna Karima, a także Vega, Mamin i Samurow. Sztuki jej autorstwa wystawiał Teatr Narodowy w Sofii. Jeden z jej dramatów W Bałkanach (В балканах), w oryginale napisany w języku rosyjskim był wystawiany w Petersburgu. W 1894 wraz z rodziną przeniosła się do Sofii, gdzie ukończyła gimnazjum. Od 1897 zajęła się działalnością edukacyjną wśród kobiet, pisząc petycje do parlamentu w sprawie dopuszczenia kobiet do nauki w bułgarskich uczelniach wyższych. W 1901 należała do grona założycielek Bułgarskiego Związku Kobiet (Български женски съюз) i jego pierwszą przewodniczącą (w latach 1901-1906). Była redaktorką pisma Żenski głas (Женски глас), wydawanego od 1899, który stał się organem Związku. W swojej działalności skupiała się na walce o równe prawa kobiet w dostępie do edukacji uniwersyteckiej, a także o udział Bułgarek w życiu politycznym.
W 1906 opuściła Bułgarski Związek Kobiet i związała się z konkurencyjną organizacją Rawnoprawie (Равноправие), w której działała do 1921. Jako działaczka organizacji podróżowała po kraju i wygłaszała odczyty na temat praw kobiet. W czasie I wojny światowej zajmowała się działalnością dobroczynną i organizacją szkoły handlowej dla dziewcząt w Sofii. Od 1917 redagowała pismo Byłgarka (Българка).
Po zamachu bombowym w sofijskiej cerkwi Św. Niedzieli (16 kwietnia 1925) wyjechała do Francji. 15 sierpnia 1926 napisała Apel o pokój dla Bułgarii, który wysłała do genewskiej siedziby Ligi Narodów. Artykuły Karimy ukazywały się w czasopiśmie Komunisticzesko zname (Комунистическо знаме), wydawanym przez bułgarskich komunistów. W 1926 wyjechała do Związku Sowieckiego. Mieszkała w Charkowie, gdzie zajmowała się tłumaczeniem literatury rosyjskiej na język bułgarski. Dopiero w 1928 mogła powrócić do Bułgarii. Od 1930 wydawała czasopismo Powik (Повик).
Zmarła w zapomnieniu, w pokoju hotelowym w Sofii.

## Życie prywatne
W 1888 poślubiła dziennikarza Janko Sakazowa (1860-1941), z którym miała troje dzieci (dwie córki i syna).